# Протуберанці

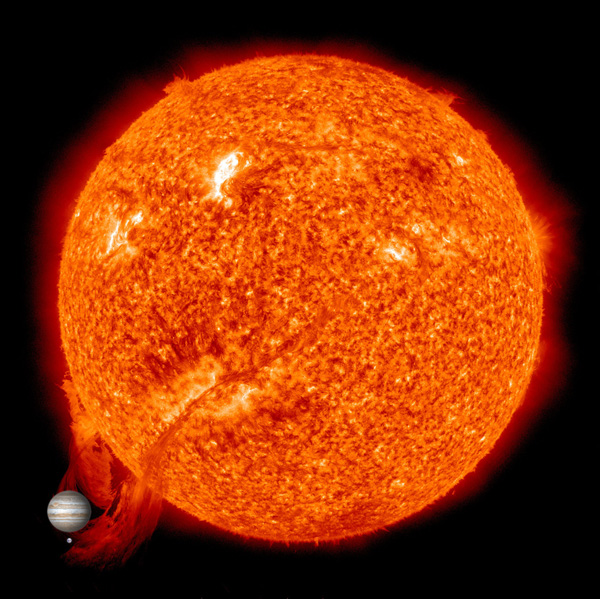
Протуберанець із зображенням Юпітера і Землі для порівняння. Фото 6 грудня 2010 року

Протубера́нці (через нім. Protuberanzen від лат. protubero — «здуваюсь») — світлі утворення з розжарених газів, що спостерігаються у вигляді яскравих виступів різноманітної форми на краях сонячного диска. Якщо протуберанець виникає на фоні сонячного диска, то, завдяки нижчій температурі плазми, він виглядає темнішим, ніж тло.

## Опис
Вивчення протуберанців почалося із затемнення Сонця 8 липня 1842; тоді Араго, Ері та інші астрономи помітили незвичайні яскраво-рожеві виступи навколо чорного диска Місяця. Під час спостереження сонячного затемнення 18 серпня 1868 року П'єр Жансен незалежно від Дж. Лок'єра застосував новий метод спостереження протуберанців поза затемненням, зробив висновок про їх газоподібний характер. Багато цінних відомостей про сонячних протуберанців та їх швидкі зміни було отримано за допомогою уповільненої зйомки. В даний час процеси, що відбуваються в сонячній атмосфері, спостерігаються та досліджуються за допомогою супутників та космічних станцій.
Протуберанці добре видно під час повних сонячних затемнень. Поза затемненнями спостерігаються за допомогою спеціальних спектральних приладів (протуберанц-спектроскопів) [1], інтерференційних фільтрів, позазамінних коронографів (коронограф Ліо), хромосферних телескопів. У проекції на сонячний диск протуберанці мають вишляд темних волокон.
Волокна – це темні витягнуті структури, добре видимі у сонячній хромосфері у червоній лінії водню H-альфа (Hα). Вони являють собою конденсації з щільної і холоднішої, ніж оточуюча речовина плазми, підняті і утримувані над сонячною поверхнею петлями магнітного поля.

## Класифікація

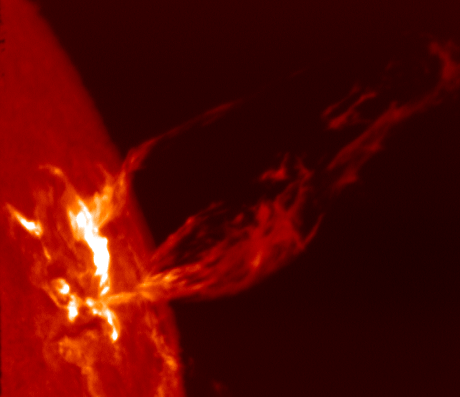
Протуберанець І типу

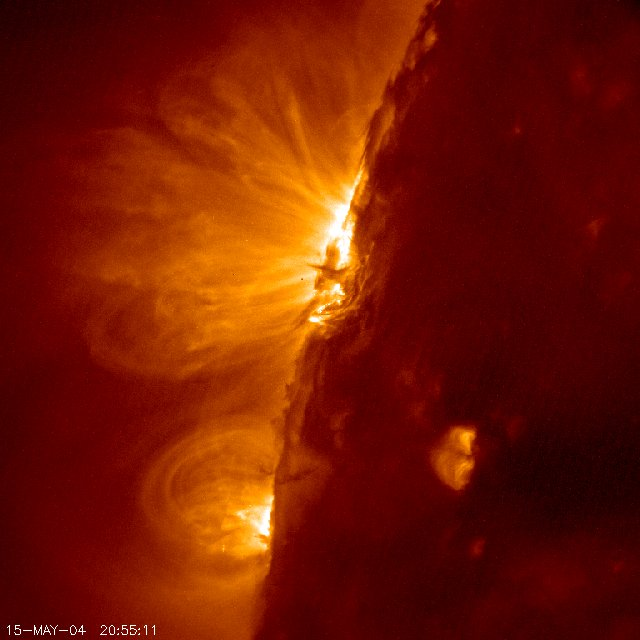
Протуберанець ІІ типу

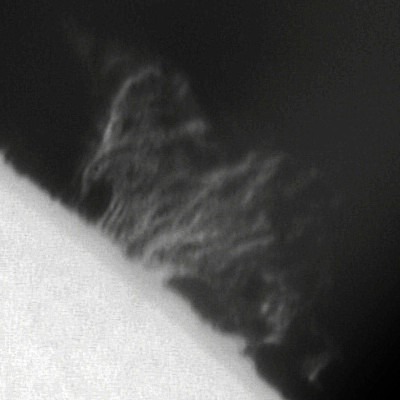
Протуберанець ІІІ типу

Протуберанці являють собою волокнисті і клапчасті структури, схожі на нитки та згустки плазми різних форм, що постійно рухаються, класифікуються за морфологічними або динамічними ознаками.
Класифікація протуберанців за зовнішнім виглядом, швидкістю та особливостями руху речовини всередині нього:
- Спокійні;
- Активні;
- Еруптивні або вивержені;
- Корональні або петлеподібні.

Спокійні протуберанці. Речовина рухається повільно. Форма змінюється повільно. Час існування – тижні та місяці. Спостерігаються у всіх геліографічних широтах. Виникають поблизу груп сонячних плям, що знаходяться на пізніх стадіях розвитку, або далеко від них. Кінетична температура - 15000 °.
Активні протуберанці. Потоки речовини рухаються від протуберанця до фотосфери та від одного протуберанця до іншого з великою швидкістю. Кінетична температура - 25000 °. Багато спокійних протуберанців стають активними на час від десятків хвилин до кількох діб, а потім зникають або перетворюються на еруптивні протуберанці.
Еруптивні чи вивержені протуберанці. На вигляд нагадують величезні фонтани. "Фонтани" досягають висот до 1,7 млн км над поверхнею Сонця. Згустки речовини рухаються швидко, вивергаються зі швидкостями в сотні км/с. Зображення змінюються досить швидко. При збільшенні висоти протуберанець слабшає та розсіюється. У деяких протуберанців спостерігалися різкі зміни швидкості руху окремих згустків. Еруптивні протуберанці нетривалі.
Корональні чи петлеподібні протуберанці. Виникають над хромосферою у вигляді невеликих хмар. Згодом невеликі хмари зливаються в одну велику хмару. Велика хмара випускає вниз (до хромосфери) окремі потоки (струмені) речовини, що світяться. Існують кілька годин.
Великі протуберанці та енергійні корональні викиди спостерігаються рідко. Частота їх появи, як і частота появи сонячних плям та інших активних явищ, збільшується з наближенням максимуму сонячного циклу (тривалість сонячного циклу – 11 років).
Є 3 типи класифікації протуберанців за формою та за характером руху матерії всередині них (розроблена в обсерваторії КрАО):
- І тип. Протуберанець І типу зустрічається рідко. Має форму хмари чи струменя диму. Виникають так: речовина піднімається по спіралі на великі висоти. Швидкість руху речовини може сягати 700 км/с. На висоті близько 100 тис. км. від протуберанця відокремлюються шматки; шматки падають по траєкторіях, що нагадують силові лінії магнітного поля.
- ІІ тип. Протуберанці II типу мають форму викривлених струменів. Струмені починаються і закінчуються на поверхні Сонця. Вузли та струмені рухаються немов магнітними силовими лініями. Швидкості руху згустків – від кількох десятків до 100 км/с. На висотах близько кілька сотень тисяч кілометрів струмені та згустки згасають.
- ІІІ тип. Протуберанці III типу мають форму чагарника чи дерева. Досягає дуже величезних розмірів. Згустки речовини рухаються невпорядковано зі швидкостями, що не перевищують десятків км/с.

## Теорія
Повної теорії, що пояснює різноманітні явища, пов'язані із сонячними протуберанцями, ще немає. Те, що відбувається, пояснюється спільною дією сили тяжіння, електричної та магнітної сил.
Хімічний склад протуберанців відповідає складу обертального шару, проте фізичні умови в них такі, що в спектрі спокійних протуберанців переважають лінії водню та одноразово іонізованого кальцію; у протуберанцях пов'язаних із сонячними плямами (така більшість вивержених), виділяються також лінії різних металів. Ширина, інтенсивність та інші особливості цих ліній вказують на те, що для протуберанців характерні температури 6 - 8 тис. К при концентрації частинок (1 - 5) ⋅ 1010 см-3. Тривале існування протуберанців показує, що його речовина утримує магнітні сили. Наявність магнітних полів у протуберанцях напруженістю кілька сотень ерстед встановлено спектроскопічними спостереженнями.